# سازند اومو کیبیش

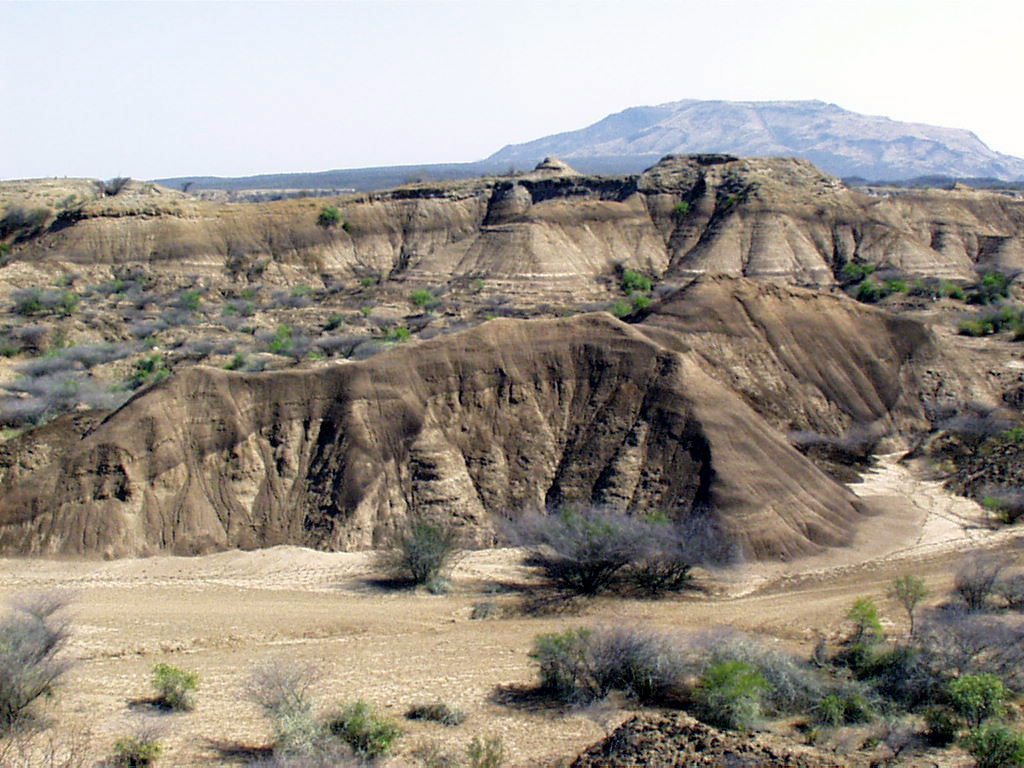
سنگ‌های سازند اومو کیبیش در نزدیکی شهر کیبیش، جایی که فسیل‌های انسان در آنجا کشف شد.

سازند اومو کیبیش (انگلیسی: Omo Kibish Formation)، یک سازند زمین‌شناسی در دره اومو پایین در جنوب غربی اتیوپی است. این نام از رودخانه اومو نزدیک گرفته شده است و به چهار عضو تقسیم می‌شود که به‌عنوان اعضای I-IV شناخته می‌شوند. اعضا به ترتیبی که به آنها سپرده شده‌اند شماره گذاری می‌شوند و تاریخ آن بین 196 ka ~ 13-4 ka است.